# 赛兹赖
赛兹赖（法語：Saizerais，法語發音：[sɛzʁɛ]）是法国默尔特-摩泽尔省的一个市镇，位于该省中南部，属于南锡区。

## 地理
赛兹赖（48°47'25"N, 6°2'39"E）面积14.44 平方千米，位于法国大東部大區默尔特-摩泽尔省，该省份为法国东北部内陆省份，是洛林的一部分，北邻比利时、卢森堡，北起顺时针与摩泽尔省、下莱茵省、孚日省和默兹省接壤。
与赛兹赖接壤的市镇（或旧市镇、城区）包括：贝尔维尔、迪约卢阿尔、利韦丹、马尔巴什、罗西耶尔昂艾、维莱昂艾。

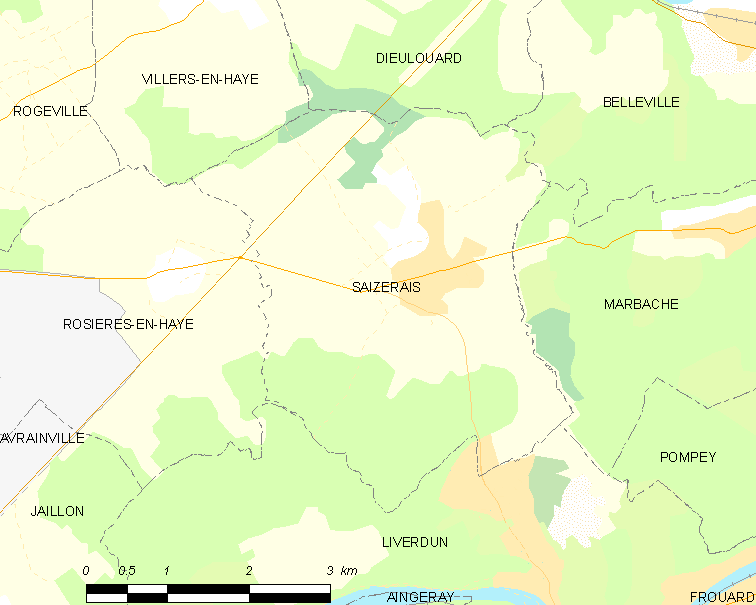
赛兹赖的OSM定位图

赛兹赖的时区为UTC+01:00、UTC+02:00（夏令时）。

## 行政
赛兹赖的邮政编码为54380，INSEE市镇编码为54490。

## 政治
赛兹赖所属的省级选区为北图卢瓦县。

## 人口

1962-2008年间赛兹赖人口变化图示

赛兹赖于2022年1月1日时的人口数量为1457人。